# NGC 5929
NGC 5929 је спирална галаксија у сазвежђу Волар која се налази на NGC листи објеката дубоког неба.
Деклинација објекта је + 41° 40' 16" а ректасцензија 15h 26m 6,1s. Привидна величина (магнитуда) објекта NGC 5929 износи 13,3 а фотографска магнитуда 14,1. Налази се на удаљености од 38,5000 милиона парсека од Сунца. NGC 5929 је још познат и под ознакама UGC 9851, MCG 7-32-6, CGCG 222-7, KCPG 466A, 1ZW 112, VV 823, ARP 90, NPM1G +41.0399, PGC 55076.